# NCurses

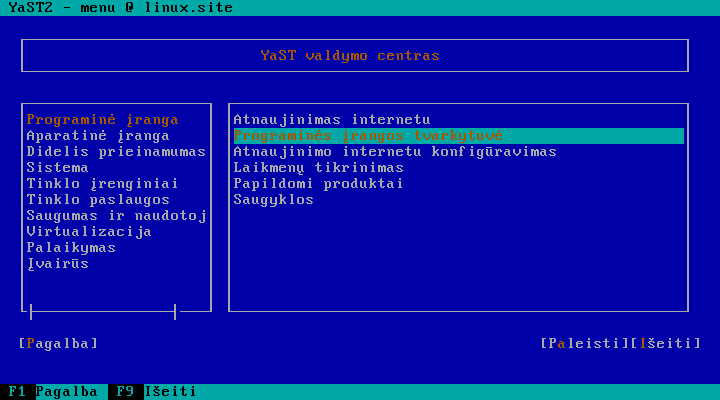
Egy ncurses felületű segédprogram (YaST csomagkezelő)

Az Ncurses egy karaktergrafikus felhasználói felületet biztosító interfész és programkönyvtár. A mögöttes elv, hogy a grafikus, áttekinthető felületet egy terminál lehetőségeivel jelenítse meg. Segítségével keretek és ablakok, valamint fejlécek jeleníthetőek meg. Ennek oka, hogy egyes esetekben grafikus felület nem áll rendelkezésre, viszont a program kezeléséhez célszerű valamilyen menüszerű rendszert használni. A leggyakoribb példa a számítógépes szerverek működése.
Eredetileg a BSD 4.4-es verziójában található, abbahagyott curses felület megújításaként született, erre utal az „n” betű a nevében.

## Története
Amikor a vi szövegszerkesztő készült a korai BSD rendszerekhez, a képernyő kezelését a termcap adatbázisra alapuló eljárások képezték. Ezeket később összevonták, ez lett a curses könyvtár, amit a Kaliforniai Egyetem Berkeley-i kampuszának hallgatói készítettek. Az első kiadást 1980 végén, a 4.0BSD rendszerrel jelentették meg.
Miután végzett, az egyik a hallgatók közül a termcap könyvtárt terminfo néven javította, majd a curses könyvtárat adaptálta. Ez a javított változat 1984 elején került a nagyközönség elé. 1986 végén aztán egy alaposan feljavított curses-változat került a BSD rendszerekbe, ami majd tíz éven keresztül szolgálta a fejlesztőket.
A 90-es évek elején a curses kezdett egyre inkább problémássá válni, különösen a C++ megjelenésével. Ennek érdekében szinte teljes egészében újraírták, ez lett az ncurses, azaz new curses. 1995-ben aztán a curses fejlesztése lezárult, a fejlesztők mindenkinek az ncurses-re való áttérést javasolták. Jelenleg az egyik legelterjedtebb TUI felület, számtalan alapvető szoftver használja.

## Programok ncurses felülettel
Nagyon sok programban találkozhatunk az ncurses felülettel, a teljesség igénye nélkül néhány:
- Midnight Commander fájlkezelő;
- tig előtétprogram a git verziókezelő rendszerhez;
- Nano szövegszerkesztő program;[* 2]
- Alpine e-mail kliens;
- Nethack kalandjáték;
- YaST csomagkezelő;
- Aptitude csomagkezelő.

## Példaprogramok
Az ncurses segítségével változatos programok készíthetőek. Alább néhány egyszerű példával szemléltetjük ezt.

### Helló világ!
```
#include
 
<curses.h>
 //Ez az ncurses fejlécfájlja

#include
 
<stdio.h>
 //A standard ki/bemeneti fejléc

#include
 
<stdlib.h>
 //Néhány apróság miatt

#include
 
<unistd.h>
 //A sleep() függvény miatt

#include
 
<locale.h>
 //Ékezetes betűk - UTF-8

int
 
main
(
void
)
 
{

    
WINDOW
 
*
 
mainwin
;
 
//Egy ablak létrehozása

    
char
 
*
 
locale
;
 
//Az ékezetes betűk miatt

    

    
mainwin
 
=
 
initscr
();
 
//Inicializáljuk az ablakot

    
locale
 
=
 
setlocale
(
 
LC_ALL
,
 
""
 
);
 
//Inicializáljuk a betűket

    

    
mvaddstr
(
 
13
,
 
33
,
 
"Hello világ!"
 
);
 
//Nagyjából a képernyő közepére (13. sor, 33. oszlop) kiírjuk a szöveget

    
refresh
();
 
//Az ablakban jelenjen is meg a felirat

    
sleep
(
4
);
 
//Várunk egy picit

    
delwin
(
mainwin
);
 
//Töröljük az ablakot

    
endwin
();
 
//Be is fejezzük

    
refresh
();
 
//Tudjon is róla

    

    
return
 
EXIT_SUCCESS
;
 
//Sikeresek voltunk

    
}

```